# 石坂富司
石坂 富司（いしざか とみじ、1919年8月17日 - ）は、日本の教育者。東京都立八王子東高等学校初代校長。群馬県沼田市出身。勲四等瑞宝章。専門分野は歴史。

## 人物
- 静岡県立見付中学在職中、召集令状により出征し、北満・孫呉の第一師団第一連隊に編入。ソ連・満州国境、済州島で服務し、同期兵の殆どが戦死するなか奇跡的に生還[1]。
- 1949年、群馬県立高崎中学（現：群馬県立高崎高等学校）在職中に菱刈隆永（後の八王子東高校第2代校長）と共に『世界歴史年表』を出版。
- 1972年（昭和47年）4月、東京都立小石川高等学校教頭に着任[2]。
- 1974年（昭和49年）11月1日、教頭・事務長とともに新設高校の校長に任命され、1975年（昭和50年）11月1日に東京都立八王子東高等学校長に着任（〜1980年3月）。校歌の作詞も手がけた。
- 1980年、白内障のため両眼の水晶体摘出手術を受けた。
- 1992年、平成4年秋の叙勲で勲四等に叙せられ、瑞宝章を授与された[3]。

## 著書
- 『世界歴史年表』1949年
- 『新設高校長の記録ー都立八王子東高校の教育実践ー』1980年、学事出版
- 歌集『戦争と平和と』
- 歌集『懐郷』2010年、郁朋社